# 썸데이 (프로게이머)
썸데이(본명: 김찬호, 1996년 7월 3일 ~ )는 대한민국의 리그 오브 레전드 프로게이머로 아이디는 Ssumday이다. 포지션은 탑 라이너이며 현재 리그 오브 레전드 챔피언십 시리즈의 100 씨브스에서 활동하고 있다.

## 선수 생활
2012년 PSW 아레스에 입단하면서 프로 커리어를 시작했다.
2013년 2월, KT 롤스터 B에 입단했다. 스프링 시즌 좋은 모습을 보여주면서 팀의 챔피언스 8강 진출에 기여했다. NLB에서도 팀의 3위에 기여했다. 서머 시즌에서는 부진한 모습을 보이면서 인섹에게 주전 자리를 내주었다.
2013-2014 윈터 시즌에서는 예선 탈락을 하면서 출전하지 못했다. 스프링 시즌에서는 팀의 8강 진출에 기여했으며 NLB에도 8강에서 떨어졌다. 서머 시즌에서는 좋은 모습을 보여주면서 팀의 우승에 기여했다.
2015 스프링 시즌에서도 좋은 모습을 보여주었다. 서머 시즌에도 좋은 모습을 보여주면서 팀의 준우승에 기여했다. 2015년 8월 5일에 치러진 롱주 IM과의 경기에서는 펜타킬을 기록하기도 했다. 시즌 종료 후 정규시즌 MVP를 수상했다. 롤드컵 2015에서는 팀의 8강진출에 기여했지만 KOO 타이거즈와의 8강전에서 패배하면서 탈락했다.
2016 스프링 시즌에서는 초반 부진한 모습을 보여주었지만 시즌이 지날수록 반등에 성공하며 팀의 포스트시즌 진출에 기여했다. 서머 시즌에서도 좋은 모습을 보여주면서 팀의 준우승에 기여했다.
2017시즌을 앞두고 팀 디그니타스에 입단했다. 스프링 시즌 팀의 포스트시즌 진출에 기여했다. 서머 시즌에서도 좋은 모습을 보이주면서 팀의 포스트시즌 진출에 기여했다. 서머 시즌 종료 후 올프로팀에 선정되었다.
2018시즌을 앞두고 100 씨브즈에 입단했다. 스프링 시즌 팀의 준우승에 기여했다. 서머 시즌에서는 좋은 모습을 이어나가면서 팀의 포스트시즌 진출에 기여했다.
2019 스프링 시즌에서는 주전으로 출전했지만 팀의 꼴지를 막지 못했다. 서머 시즌에서는 팀이 부진에 빠지면서 코치인 류가 선수로 복귀하는 반면 썸데이는 아카데미 팀으로 내려갔다.
2020 스프링 시즌에서는 1군팀으로 복귀했으며 좋은 모습을 보이며 팀의 포스트시즌 진출에 기여했다.
2021 스프링 시즌에서는 폼이 떨어진 모습을 드러냈지만 팀의 포스트시즌 진출에 기여했다.

## 소속팀
| # | 팀명          | 소속 기간             | 소속 리그 | 비고 |
| - | ------------- | --------------------- | --------- | ---- |
| 1 | PSW 아레스    | 2012~2012.10.28       | LCK       |      |
| 2 | KT 롤스터 B   | 2013.02.14~2016.11.28 | LCK       |      |
| 3 | 팀 디그니타스 | 2016.12.16~2017.11.21 | LCS       |      |
| 4 | 100 씨브즈    | 2017.11.23~           | LCS       |      |

## 수상 내역

### KT 롤스터
- MLG 윈터 시즌 챔피언십 2013 우승
- 2013년 실내 무도 아시안 게임 금메달
- 핫식스 리그 오브 레전드 챔피언스 서머 2013 준우승
- 핫식스 리그 오브 레전드 챔피언스 서머 2014 우승
- 스베누 리그 오브 레전드 챔피언스 코리아 스프링 2015 정규시즌 최우수선수
- 스베누 리그 오브 레전드 챔피언스 코리아 서머 2015 준우승
- 리그 오브 레전드 월드 챔피언십 2015 8강
- 코카콜라 제로 리그 오브 레전드 챔피언스 코리아 서머 2016 준우승

### 100 씨브즈
- 리그 오브 레전드 챔피언십 시리즈 서머 2017 올프로 퍼스트팀
- 리그 오브 레전드 챔피언십 시리즈 스프링 2018 준우승
- 리그 오브 레전드 챔피언십 시리즈 서머 2018 올프로 퍼스트팀
- LCS 아카데미 리그 서머 2019 우승
- 리그 오브 레전드 챔피언십 시리즈 2020 스프링 3위
- 리그 오브 레전드 챔피언십 시리즈 2021 락인 4강
- 리그 오브 레전드 챔피언십 시리즈 2021 챔피언십 우승
- 리그 오브 레전드 챔피언십 시리즈 2022 스프링 준우승
- 리그 오브 레전드 챔피언십 시리즈 2022 챔피언십 준우승